# 장옥정, 사랑에 살다
《장옥정, 사랑에 살다》는 2013년 4월 8일부터 2013년 6월 25일까지 방송된 SBS 월화드라마이다.

## 등장 인물

### 주요 인물
- 김태희 : 장옥정 역 (아역 : 강민아)

조선의 지존 이순의 유일한 정인으로서, 정치적 동반자로서, 당대 최고의 지성 집단인 서인의 정치적 공세를 온몸으로 받으면서도 당당히 한 시대를 풍미한 여성
- 유아인 : 이순 역 (아역 : 채상우)

강력한 왕권을 집권한 통치자이자 조선 최강의 절대 군주. 그러나 왕좌라는 고독과 슬픔을 끝내 홀로 감내해야 했던 처절한 운명의 소유자
- 홍수현 : 인현왕후 역

국왕 이순의 제2왕후이자 정략결혼 상대. 옥정과는 숙명적인 맞수
- 재희 : 현치수 역 (아역 : 백승환)

옥정을 되찾기 위해 나락으로 떨어진 삶을 일으켜 귀한한 조선 최고의 거부
- 이상엽 : 동평군 이항 역 (아역 : 곽동연)

왕족으로 태어났지만 한 번도 남의 것을 탐한 적 없는 아름답고 순수한 영혼의 소유자
- 한승연 : 최무수리 역

훗날 최숙빈. 무지한 것 같으면서도 처세에 있어 팔색조인 진정한 요부

### 장옥정 주변 인물
- 성동일 : 장현 역 - 옥정의 당숙
- 김서라 : 윤씨 역 - 옥정의 어머니
- 고영빈 : 장희재 역 (아역 : 이지오) - 옥정의 오빠
- 김가은 : 향이 역 (아역 : 송수현) - 옥정의 죽마고우
- 윤유선 : 강씨 부인 역 - 부용정의 안주인. 옥정의 정신적 지주
- 임승대 : 장형 역 - 옥정의 아버지
- 지유: 자경 역 (아역: 김민하) - 옥정의 라이벌

### 이순 주변 인물
- 배진섭 : 현무 역 - 이순의 친위부대 수장
- 이건주 : 양군 역 - 이순의 최측근 내관

### 왕실 인물들
- 김선경 : 대비 김씨 역 - 이순의 모후
- 전인택 : 현종 역 - 이순의 부왕
- 이효춘 : 대왕대비 조씨 역 - 인조의 계비
- 김하은 : 인경왕후 역 - 이순의 제1왕후
- 아영 : 명안공주 역 - 이순의 누이
- 이형철 : 복선군 이남 역 - 이순을 제외한 왕위 계승 제1후보

### 궁궐 여인들
- 장영남 : 천 상궁 역 - 침방의 수장
- 하시은 : 엄시영 역 - 옥정에게 살갑게 대하는 왕궁 내 유일한 동료
- 지유 : 서자경 역 (아역 : 김민하) - 옥정의 침방 라이벌
- 유사라 : 솔비 역 - 옥정과 같은 침방나인
- 이채윤 : 홍 상궁 역 - 대비전 상궁
- 김난주 : 최 상궁 역 - 대왕대비전 상궁
- 김현정 : 까꿍 역 (아역 : 유연미) - 옥정의 부용정 동기
- 민지아 : 장홍주 역 - 옥정의 사촌언니이자 장현의 딸

### 조정 대신들
- 최상훈 : 조사석 역 - 대왕대비 조씨의 조카
- 이효정 : 민유중 역 - 인현왕후의 아버지. 서인의 거두
- 이동신 : 김만기 역 - 인경왕후의 아버지
- 기주봉 : 허적 역
- 김영석 : 민암 역

### 그 외 인물들
- 라미란 : 조사석의 처 역
- 이효림 : 설향 역 - 치수가 운영하는 기방의 행수
- 김세인 : 북촌녀 역 - 동평군의 정혼녀
- 권성덕 : 백은 선생 역
- 김우현
- 임형준
- 김윤찬 : 황 주부 역
- 이자민 : 연홍 역
- 이종박 : 통촉대신 역
- 손인용
- 장영주
- 최예지
- 전헌태 : 청나라 사신 역
- 박귀순 : 청나라 사신 역
- 이세랑 : 오례 무당 역
- 이수민
- 김선화

## 제작진
- 연출 : 부성철, 이동훈(9회~24회)
- 조연출 : 정동윤, 고은호, 박문일
- 극본 : 최정미
- 기획 : 이현직
- 제작 : 배선해, 박희설, 고대화
- 프로듀서 : 김진근, 이성훈
- 제작총괄 : 박광현
- 촬영 : 이영철, 장상일, 이종녕
- 조명 : 유경수, 송훈
- 동시녹음 : 김영재, 전용주
- 미술 : 이하정
- 편집 : 김유미
- 음악 : 김준석, 정세린
- 무술 : 양길영, 심재원

## 시청률
아래의 파란색 숫자는 '최저 시청률'이고, 빨간색 숫자는 '최고 시청률'입니다. 시청률조사회사와 지역별로 시청률에 차이가 있을 수 있습니다.
| 2013년      | 2013년      | 2013년         | 2013년       | 2013년         | 2013년       |
| 회차        | 방송일      | TNmS 시청률    | TNmS 시청률  | AGB 시청률     | AGB 시청률   |
| 회차        | 방송일      | 대한민국(전국) | 서울(수도권) | 대한민국(전국) | 서울(수도권) |
| ----------- | ----------- | -------------- | ------------ | -------------- | ------------ |
| 제1회       | 4월 8일     | 11.3%          | 12.9%        | 11.3%          | 12.8%        |
| 제2회       | 4월 9일     | 9.1%           | 10.6%        | 9.1%           | 10.0%        |
| 제3회       | 4월 15일    | 8.6%           | 9.6%         | 7.9%           | 8.6%         |
| 제4회       | 4월 16일    | 7.3%           | 8.7%         | 7.0%           | 7.5%         |
| 제5회       | 4월 22일    | 7.7%           | 9.5%         | 6.9%           | 8.2%         |
| 제6회       | 4월 23일    | 8.3%           | 9.7%         | 7.5%           | 7.9%         |
| 제7회       | 4월 29일    | 8.2%           | 9.6%         | 8.2%           | 8.7%         |
| 제8회       | 4월 30일    | 8.1%           | 9.7%         | 7.8%           | 7.8%         |
| 제9회       | 5월 6일     | 9.1%           | 10.8%        | 9.3%           | 9.7%         |
| 제10회      | 5월 7일     | 9.3%           | 11.2%        | 8.0%           | 7.7%         |
| 제11회      | 5월 13일    | 9.6%           | 11.5%        | 9.2%           | 9.3%         |
| 제12회      | 5월 14일    | 10.0%          | 11.7%        | 9.2%           | 9.0%         |
| 제13회      | 5월 20일    | 9.7%           | 12.3%        | 9.6%           | 9.4%         |
| 제14회      | 5월 21일    | 11.1%          | 13.5%        | 9.2%           | 8.9%         |
| 제15회      | 5월 27일    | 11.6%          | 13.2%        | 11.1%          | 10.8%        |
| 제16회      | 5월 28일    | 11.3%          | 13.0%        | 10.5%          | 10.0%        |
| 제17회      | 6월 3일     | 12.2%          | 14.2%        | 11.4%          | 11.2%        |
| 제18회      | 6월 4일     | 11.7%          | 14.1%        | 11.3%          | 10.9%        |
| 제19회      | 6월 10일    | 10.7%          | 11.6%        | 11.0%          | 10.5%        |
| 제20회      | 6월 11일    | 9.8%           | 11.5%        | 10.0%          | 9.3%         |
| 제21회      | 6월 17일    | 9.5%           | 10.1%        | 10.2%          | 9.9%         |
| 제22회      | 6월 18일    | 8.8%           | 10.0%        | 9.9%           | 9.9%         |
| 제23회      | 6월 24일    | 9.5%           | 10.4%        | 9.0%           | 8.2%         |
| 제24회      | 6월 25일    | 10.3%          | 12.3%        | 10.3%          | 9.7%         |
| 평균 시청률 | 평균 시청률 | 9.7%           | 11.3%        | 9.4%           | 9.4%         |

## 사운드 트랙

### Part.1
| #            | 제목              | 작사         | 작곡         | 재생 시간 |
| ------------ | ----------------- | ------------ | ------------ | --------- |
| 1.           | 〈비가〉 (임재범) | 강은경       | 이유진       | 3:51      |
| 2.           | 〈비가 (Inst.)〉  |              | 이유진       | 3:51      |
| 총 재생 시간 | 총 재생 시간      | 총 재생 시간 | 총 재생 시간 | 7:42      |

### Part.2
| #            | 제목                   | 작사         | 작곡         | 재생 시간 |
| ------------ | ---------------------- | ------------ | ------------ | --------- |
| 1.           | 〈꿈에서라도〉 (지아)  | 김원, 윤사라 | 김원         | 4:13      |
| 2.           | 〈꿈에서라도 (Inst.)〉 |              | 김원         | 4:13      |
| 총 재생 시간 | 총 재생 시간           | 총 재생 시간 | 총 재생 시간 | 8:26      |

### Part.3
| #            | 제목                       | 작사         | 작곡           | 재생 시간 |
| ------------ | -------------------------- | ------------ | -------------- | --------- |
| 1.           | 〈사랑의 계절〉 (럼블피쉬) | 최진이       | 윤우현, 최진이 | 3:29      |
| 2.           | 〈사랑의 계절 (Inst.)〉    |              | 윤우현, 최진이 | 3:29      |
| 총 재생 시간 | 총 재생 시간               | 총 재생 시간 | 총 재생 시간   | 6:58      |

### Part.4
| #            | 제목                     | 작사         | 작곡         | 재생 시간 |
| ------------ | ------------------------ | ------------ | ------------ | --------- |
| 1.           | 〈사랑에 살다〉 (페이지) | 김선민       | 김선민       | 4:02      |
| 2.           | 〈사랑에 살다 (Inst.)〉  |              | 김선민       | 4:02      |
| 총 재생 시간 | 총 재생 시간             | 총 재생 시간 | 총 재생 시간 | 8:04      |

### Part.5
| #            | 제목               | 작사                 | 작곡                 | 재생 시간 |
| ------------ | ------------------ | -------------------- | -------------------- | --------- |
| 1.           | 〈벙어리〉 (이정)  | 회장님, 조용훈, 이철 | 회장님, 조용훈, 이철 | 3:56      |
| 2.           | 〈벙어리 (Inst.)〉 |                      | 회장님, 조용훈, 이철 | 3:56      |
| 총 재생 시간 | 총 재생 시간       | 총 재생 시간         | 총 재생 시간         | 7:52      |

### Part.6
| #            | 제목                        | 작사                     | 작곡              | 재생 시간 |
| ------------ | --------------------------- | ------------------------ | ----------------- | --------- |
| 1.           | 〈닿을 수 있나요〉 (이수영) | 알고보니혼수상태, 김선미 | 알고보니혼수상태  | 3:31      |
| 2.           | 〈닿을 수 있나요 (Inst.)〉  |                          | 알고보니 혼수상태 | 3:31      |
| 총 재생 시간 | 총 재생 시간                | 총 재생 시간             | 총 재생 시간      | 7:02      |

### 장옥정, 사랑에 살다 OST
| #            | 제목                                  | 작사                     | 작곡                 | 재생 시간 |
| ------------ | ------------------------------------- | ------------------------ | -------------------- | --------- |
| 1.           | 〈비가〉 (임재범)                     | 강은경                   | 이유진               | 3:51      |
| 2.           | 〈닿을 수 있나요〉 (이수영)           | 알고보니혼수상태, 김선미 | 알고보니혼수상태     | 3:31      |
| 3.           | 〈벙어리〉 (이정)                     | 회장님, 조용훈, 이철     | 회장님, 조용훈, 이철 | 3:56      |
| 4.           | 〈사랑에 살다〉 (페이지)              | 김선민                   | 김선민               | 4:02      |
| 5.           | 〈꿈에서라도〉 (지아)                 | 김원, 윤사라             | 김원                 | 4:13      |
| 6.           | 〈사랑의 계절〉 (럼블피쉬)            | 최진이                   | 윤우현, 최진이       | 3:29      |
| 7.           | 〈아스라이〉 (신초아)                 | 김도경, 서강철           | 김도경, 서강철       | 3:51      |
| 8.           | 〈환국정쟁 (Feat. 임윤정)〉           |                          | 김준석               | 3:44      |
| 9.           | 〈바랄 망〉                           |                          | 정세린               | 3:44      |
| 10.          | 〈숙명의 대결〉                       |                          | 정세린               | 3:33      |
| 11.          | 〈꽃의 눈물 (Feat. 구성희)〉          |                          | 김준석, 정세린       | 5:50      |
| 12.          | 〈불꽃의 춤〉                         |                          | 김준석, 정세린       | 2:11      |
| 13.          | 〈나비를 부르는 노래 (Feat. 임윤정)〉 |                          | 정세린               | 3:55      |
| 14.          | 〈닿을 수 없는 하늘이 무너지다〉      |                          | 정세린               | 2:53      |
| 15.          | 〈불멸의 연인 (Feat. 구성희)〉        |                          | 정세린               | 3:54      |
| 16.          | 〈연심〉                              |                          | 김준석, 정세린       | 3:28      |
| 17.          | 〈권력의 축〉                         |                          | 김준석               | 2:43      |
| 18.          | 〈외로운 선택〉                       |                          | 정세린               | 3:48      |
| 19.          | 〈희생의 대가 (Feat. 임윤정)〉        |                          | 김준석               | 3:06      |
| 20.          | 〈하늘에 핀 꽃〉                      |                          | 김준석, 정세린       | 3:15      |
| 총 재생 시간 | 총 재생 시간                          | 총 재생 시간             | 총 재생 시간         | 1:12:57   |

| #            | 제목                         | 작곡           | 재생 시간 |
| ------------ | ---------------------------- | -------------- | --------- |
| 1.           | 〈그리움의 향기〉            | 김준석, 정세린 | 4:11      |
| 2.           | 〈적대자〉                   | 정세린         | 3:27      |
| 3.           | 〈그녀의 꿈〉                | 정세린         | 2:48      |
| 4.           | 〈마지막 사랑〉              | 김준석, 정세린 | 4:00      |
| 5.           | 〈꽃과 나비가 머무는 곳〉    | 정세린         | 3:58      |
| 6.           | 〈미궁〉                     | 정희정         | 3:21      |
| 7.           | 〈핏발 선 야욕〉             | 김준석         | 2:42      |
| 8.           | 〈상사화〉                   | 정세린         | 2:53      |
| 9.           | 〈옥빛 눈물〉                | 정세린         | 3:46      |
| 10.          | 〈운명의 패〉                | 이효정         | 3:49      |
| 11.          | 〈복잡한 마음〉              | 정세린         | 2:30      |
| 12.          | 〈대적〉                     | 이효정         | 2:58      |
| 13.          | 〈왕의 진심〉                | 김준석, 정세린 | 2:14      |
| 14.          | 〈전장의 안개〉              | 신은래         | 2:46      |
| 15.          | 〈절체의 칼끝〉              | 권원진         | 2:06      |
| 16.          | 〈삶과 죽음 (Feat. 임윤정)〉 | 정세린         | 3:18      |
| 17.          | 〈적월〉                     | 신은래         | 2:29      |
| 18.          | 〈불측지연〉                 | 정희정         | 2:00      |
| 19.          | 〈정치적 희생양〉            | 권원진         | 2:31      |
| 20.          | 〈못다 한 마음〉             | 정세린         | 4:06      |
| 21.          | 〈사랑에 웃다〉              | 정세린         | 3:11      |
| 총 재생 시간 | 총 재생 시간                 | 총 재생 시간   | 1:05:04   |

## 동시간대 드라마
- 직장의 신 (KBS 2TV, 2013년 4월 1일 ~ 2013년 5월 21일)
- 상어 (KBS 2TV, 2013년 5월 27일 ~ 2013년 7월 30일)
- 구가의 서 (MBC, 2013년 4월 8일 ~ 2013년 6월 25일)